# Vaguinak Galstian
Vaguinak Galstian –en armenio, Վաղինակ Գալստյան– (Ereván, 7 de noviembre de 1973) es un deportista armenio que compitió en lucha grecorromana.
Ganó una medalla de oro en el Campeonato Mundial de Lucha de 2001, en la categoría de 63 kg. Participó en dos Juegos Olímpicos de Verano, ocupando el 12.º lugar en Sídney 2000 y el octavo lugar en Atenas 2004.

## Palmarés internacional
| Campeonato Mundial | Campeonato Mundial | Campeonato Mundial | Campeonato Mundial |
| Año                | Lugar              | Medalla            | Categoría          |
| ------------------ | ------------------ | ------------------ | ------------------ |
| 2001               | Patras (Grecia)    | Medalla de oro     | 63 kg              |